# Тајна (филм)
Тајна (енгл. The Secret) је аустралијско-амерички документарни филм из 2006. године. Говори о духовности, а састоји се од низа интервјуа осмишљених да покажу „закон привлачења” Нове мисли, уверење да све што неко жели или треба може бити задовољено веровањем у исход, сталним размишљањем о њему и одржавањем позитивног емотивног стања како би се „привукао” жељени исход.
Филм, а касније и истоимена књига, привукли су интересовање медијских личности као што су Опра Винфри, Елен Деџенерес и Лари Кинг.

## Синопсис
Тајна, описана као филм за самопомоћ, користи формат документарног филма да представи концепт под називом „закон привлачења”. Као што је описано у филму, хипотеза „закон привлачења” поставља да осећања и мисли могу привући догађаје, осећања и искуства, од функционисања космоса до интеракција међу појединцима у њиховим физичким, емитовним и професионалним пословима. Такође сугерише да постоји снажна тенденција оних на позицијама моћи да овај централни принцип држе скривеним од јавности.